# Jumpin' Jack Flash (The Rolling Stones)
Jumpin' Jack Flash is een bekend nummer van de Engelse rockband The Rolling Stones uit 1968. De song werd in eerste instantie alleen op single uitgebracht.
Jumpin' Jack Flash werd geschreven door Mick Jagger en Keith Richards tijdens de Beggars Banquet-sessies in 1968.
Keith Richards heeft verklaard dat hij en Jagger het album schreven in zijn landhuis. Toen ze op een ochtend wakker werden van een tuinman genaamd Jack Dyer vroeg Jagger wat dat voor geluid was. Richards antwoordde dat het Jack was, 'Jumpin' Jack'. Zo ontstond de titel.
Richards speelt bas en gitaar in dit nummer. Brian Jones speelde niet mee. Er is nogal wat trammelant geweest tussen Richards/Jagger en bassist Bill Wyman, want Wyman beweerde dat hij de riff voor dit nummer geschreven had.
In mei 1968 werd het nummer uitgebracht en vloog het naar de top van de Britse hitlijsten, nummer 3 in de Billboard Hot 100 en nummer 2 in de Nederlandse Top 40.
Aretha Franklin nam in 1986 een cover van het nummer op, geproduceerd door Keith Richards. Ronnie Wood en Keith Richards spelen gitaar in deze uitvoering. Deze uitvoering is gebruikt in de gelijknamige 20th Century Fox-film Jumpin' Jack Flash met Whoopi Goldberg. Het nummer wordt ook in veel andere films en reclame gebruikt. Veel andere artiesten hebben dit nummer ook gecoverd. Sommigen van hen speelden het nummer alleen bij liveoptredens of alleen op demoversies maar brachten het nooit officieel uit. Een aantal artiesten die dit nummer hebben gecoverd, zijn Guns N' Roses (studiodemo), Motörhead, Tina Turner, Peter Frampton en Jon Bon Jovi. Een aantal van de overtuigendste covers werd echter uitgevoerd door Johnny Winter, Billy Joel en Leon Russell.
Jumpin' Jack Flash verscheen ook op de compilaties Trough the Past, Darkly, Hot Rocks, The Singles Collection en Forty Licks. Ook bestaan er verscheidene live-versies van het nummer, onder andere de legendarische versie op Get Yer Ya-Ya's Out.

## NPO Radio 2 Top 2000
| Nummer met noteringen in de NPO Radio 2 Top 2000 | '99 | '00 | '01 | '02 | '03 | '04 | '05 | '06 | '07 | '08 | '09 | '10 | '11 | '12 | '13 | '14 | '15 | '16  | '17 | '18  | '19  | '20  | '21  | '22  | '23  | '24  |
| ------------------------------------------------ | --- | --- | --- | --- | --- | --- | --- | --- | --- | --- | --- | --- | --- | --- | --- | --- | --- | ---- | --- | ---- | ---- | ---- | ---- | ---- | ---- | ---- |
| Jumpin' Jack Flash                               | 374 | 314 | 600 | 349 | 414 | 527 | 541 | 495 | 794 | 540 | 717 | 692 | 780 | 673 | 720 | 720 | 998 | 1001 | 963 | 1085 | 1089 | 1255 | 1255 | 1359 | 1325 | 1775 |

1. ↑  Een vetgedrukt getal geeft de hoogste notering aan.